# Poincianella
Poincianella là một chi thực vật có hoa trong họ Đậu.